# Stelios Malezas
Stylianos ("Stelios") Malezas (Grieks: Στυλιανός "Στέλιος" Μαλεζάς) (Katerini, 11 maart 1985) is een Grieks profvoetballer die doorgaans als centrale verdediger speelt. Sinds de zomer van 2015 staat hij onder contract bij PAOK Saloniki.

## Clubcarrière
Malezas begon zijn profvoetballoopbaan in 2003 bij PAOK Saloniki, waarna hij een jaar werd verhuurd aan Irodotos Irakleiou. In 2012 vertrok hij naar het Duitse Fortuna Düsseldorf. Hij speelde met die club in de Bundesliga, maar degradeerde in het seizoen 2012/2013 naar de tweede Bundesliga. Na 33 wedstrijden, waarvan de meeste in zijn eerste jaar voor de club, keerde Malezas terug naar zijn geboorteland. In juli 2014 tekende hij een contract bij Panetolikos. Hij werd een vaste waarde voor de club met 25 gespeelde wedstrijden, waarin hij één keer het net wist te vinden. Na een seizoen keerde hij terug naar PAOK Saloniki, de nummer 3 van het voorgaande seizoen in de Super League. Hij tekende een contract voor twee seizoenen.

## Interlandcarrière
Op 28 februari 2010 maakte Malezas zijn debuut voor het Grieks voetbalelftal. In de vriendschappelijke thuiswedstrijd tegen Senegal (0-2) viel hij in. Hij maakte deel uit van de selectie voor het WK 2010 en EK 2012, maar kwam in beide toernooien niet in actie.